# Spedizione olandese a Valdivia
La spedizione olandese a Valdivia, detta anche spedizione olandese in Cile, fu una spedizione comandata dall'olandese Hendrik Brouwer che, a partire dal 1643, stabilì una base per operazioni militari ed un avamposto commerciale nella costa meridionale del Cile. Con la Spagna e la repubblica olandese in guerra, gli olandesi erano desiderosi di acquisire nuovi territori nell'America meridionale, e nello specifico di impossessarsi della città di Valdivia, ormai in rovina. La spedizione saccheggiò gli insediamenti spagnoli di Carelmapu e Castro nell'arcipelago di Chiloé prima di salpare alla volta di Valdivia, con l'iniziale supporto dei nativi americani. Gli olandesi giunsero a Valdivia il 24 agosto 1643 e rinominarono la colonia Brouwershaven in onore del comandante della spedizione, morto alcune settimane prima. La colonia ebbe breve vita e venne abbandonata il 28 ottobre 1643. Ad ogni modo, questa occupazione portò grande sgomento tra le autorità spagnole. Gli spagnoli rifondarono Valdivia ed iniziarono la costruzione di un complesso sistema di fortificazioni dal 1645 per evitare intrusioni simili. Sebbene i contemporanei ventilarono la possibilità di future incursioni da parte degli olandesi, la spedizione fu l'ultima ad essere portata avanti dal governo olandese nelle Americhe.

## Antefatto
Il 23 dicembre 1598, i guerrieri nativi Mapuche guidati da Pelantaro tesero un'imboscata ad una colonna spagnola in quella che divenne nota come battaglia di Curalaba. A seguito di quest'azione vi fu una sommossa generale tra i Mapuche e gli Huilliche nel Cile meridionale. La successiva guerra di Arauco perdurò per più di 250 anni ma i suoi effetti immediati si videro nella cosiddetta "Distruzione delle sette città": le città spagnole di Angol, La Imperial, Osorno, Santa Cruz de Oñez, Valdivia e Villarrica vennero distrutte o abbandonate. Solo Chillán e Concepción resistettero agli assedi ed agli attacchi dei Mapuche. Con l'eccezione dell'arcipelago di Chiloé l'intero territorio cileno a sud del fiume Bío Bío venne liberato dal dominio spagnolo. La città abbandonata di Valdivia divenne un sito importante per i nemici della Spagna che desideravano minare i possedimenti spagnoli nell'America meridionale.
Nel 1600 gli Huilliches si unirono ad un gruppo di corsari olandesi capeggiati da Baltazar de Cordes e iniziarono a saccheggiare l'insediamento spagnolo di Castro a Chiloé. Se questo fu un assalto d'occasione, gli spagnoli compresero come il governo olandese potesse tentare facilmente di allearsi con i Mapuche per stabilire una fortezza nel Cile meridionale. Col tempo gli spagnoli compresero come l'obbiettivo degli olandesi era quello di insediarsi tra le rovine di Valdivia e pertanto tentarono di normalizzare la situazione prima dell'eventuale arrivo degli olandesi. Questi sforzi vennero ad ogni modo frenati dall'impossibilità di aprirsi un varco nel territorio che era saldamente controllato dai Mapuche, ostili agli spagnoli. Le rovine di Valdivia e lo splendido porto naturale rimasero comunque l'obbiettivo principale degli olandesi.
La repubblica olandese, in costante guerra con la Spagna sotto diversi fronti, si era riproposta di non portare avanti altre campagne militari contro i possedimenti spagnoli nell'America pacifica dopo il disastro della spedizione del 1624 guidata da Jacques l'Hermite, concentrando invece i loro sforzi per conquistare parte del Brasile. Per quanto cercassero di promuovere una rivolta tra i creoli ed i nativi delle coste americane, gli olandesi non vi riuscirono, ma tanto bastò perché gli spagnoli si allarmassero. Tuttavia quando, all'inizio degli anni '40 del Seicento, la situazione dell'impero spagnolo deteriorò drasticamente per lo scoppio della sollevazione della Catalogna e la guerra di restaurazione portoghese, gli olandesi colsero l'occasione per fondare un insediamento nella parte occidentale della costa del Sud America.
Nel contesto della guerra di Arauco, le autorità spagnole della Capitaneria generale del Cile avevano stabilito un trattato di pace con i signori della guerra mapuche nel 1641, per concentrare le risorse spagnole sui ben più importanti affari europei.

## La spedizione
Nel 1642, la Compagnia olandese delle Indie orientali si unì alla Compagnia olandese delle Indie occidentali nell'organizzazione di una spedizione militare sotto la guida di Hendrik Brouwer diretta in Cile per stabilire una base commerciale a Valdivia, da lungo tempo abbandonata. La spedizione era di dimensioni ridotte se comparata a quella che si era diretta nel Brasile portoghese, ma venne preceduta da accordi di supporto da parte dei Mapuche e degli Huilliche, spiccatamente anti-spagnoli, che avrebbero aiutato gli olandesi una volta giunti in Cile. La spedizione ebbe istruzioni formali di catturare le miniere d'oro dell'area, la città abbandonata di Valdivia, di stringere alleanza coi popoli indigeni dei Mapuche e degli Huilliches ed esplorare l'Isla Santa María. Ad eccezione di Brouwer e di pochi altri ufficiali, nessuno sapeva però il vero obbiettivo della spedizione, ed i soldati pensavano si trattasse di un mero viaggio commerciale ed esplorativo.
Brouwer e una piccola flotta composta da un numero sconosciuto di vascelli lasciarono i Paesi Bassi il 6 novembre 1642 con 250 uomini. La flotta approdò a Mauritsstad (attuale Recife) nel Brasile olandese dove Giovanni Maurizio di Nassau rifornì di beni e munizioni le navi, oltre a dar loro altri 350 uomini. La spedizione, che si portava nel Cile in una stagione giudicata fredda, ottenne anche dei vestiti di lana.
Doppiando Capo Horn, la spedizione non entrò nello stretto di Le Maire replicando la rotta compiuta da Jacob Le Maire e da Willem Schouten nel 1616. I venti del nord spinsero le navi a sud del 61º parallelo, in una zona dove gli icebergs erano abbondanti ed impedivano alla flotta di avanzare verso ovest. Fu in questo frangente ad ogni modo che si poté stabilire che l'Isola degli Stati non era parte come si credeva dell'ipotetica Terra Australis. La nave ausiliaria Orange Tree non riuscì a proseguire e dovette tornare a Recife per la rottura dell'albero maestro, ma con sé portò anche alcuni rifornimenti che vennero pertanto privati alla spedizione.

### Chiloé
Nel maggio del 1643, la spedizione giunse all'arcipelago di Chiloé. Gli spagnoli nel piccolo insediamento fortificato di Carelmapu individuarono gli olandesi il 20 maggio ed inviarono un distaccamento di fanteria e uno di cavalleria per impedire il loro sbarco. Di fronte a questa minaccia, gli olandesi dovettero sbarcare più avanti, a Punta de la Arena. Con una forza di 200 tra moschettieri e archibugieri gli olandesi avanzarono su Carelmapu, iniziando a incendiare i tratti di foresta che incontravano per aprirsi la strada verso la città. Gli spagnoli riempirono il forte di Carelmapu di soldati e nascosero le donne e i bambini nella foresta. Dopo che le truppe olandesi ebbero aperto il fuoco verso le forze spagnole queste si ritirarono verso la foresta. Gli olandesi entrarono nel forte di Carelmapu, catturando buona parte dell'equipaggiamento lasciato dagli spagnoli, oltre a rifornimenti e cavalli. Un contrattacco spagnolo si concluse in un fallimento e con la morte del governatore di Chiloé, Andrés Herrera. Carelmapu venne successivamente saccheggiata e le sue chiese cattoliche vandalizzate. Il saccheggio di Carelmapu diede ad ogni modo agli olandesi la possibilità di riempire le loro dilapidate scorte di cibo al costo di rivelare la loro presenza agli spagnoli. Ad ogni modo, a Carelmapu gli olandesi vennero a conoscenza del fatto che il loro arrivo era atteso da tempo, come ebbero modo di leggere in una lettera inviata al corregidor locale da Pedro Álvarez de Toledo y Leiva, viceré spagnolo del Perù, avvisandolo di attuare la strategia della terra bruciata contro gli olandesi in arrivo. Tra spagnoli catturati dagli olandesi vi era anche Antonio Sánchez Jinés che poi li guidò all'insediamento spagnolo di Castro e in altri luoghi dell'arcipelago. Sánchez Jinés risultò particolarmente utile perché conosceva la lingua mapuche.
Fernando de Alvarado succedette ad Andrés Herrera come comandante militare di Chiloé per gli spagnoli. De Alvarado organizzò le rimanenti truppe a Carelmapu ed a Calbuco con l'intento di evitare un'insurrezione degli indigeni e l'espansione degli invasori olandesi. Si mosse quindi coi suoi uomini velocemente nella foresta, lungo il sentiero che portava a sud da Carelmapu e raggiunse Castro prima degli olandesi. Malgrado le pesanti piogge, de Alvarado ordinò che la città di Castro fosse smantellata e la popolazione dovesse nascondersi nella foresta. Tutte le costruzioni di Castro dovettero rimuovere i tetti di paglia così che fosse più complesso bruciarle. Come a Carelmapu, gli olandesi saccheggiarono l'insediamento al loro arrivo e vandalizzarono la chiesa. Secondo il cronista spagnolo contemporaneo Diego de Rosales, gli olandesi insultarono i prigionieri in spagnolo, in latino ed in portoghese, chiamandoli codardi ed incoraggiandoli a dire dove si trovassero le loro mogli. A Castro gli olandesi lasciarono un'iscrizione per insultare gli abitanti della città.
Dopo Castro gli olandesi si spostarono a nord saccheggiando la campagna alla ricerca di galline, pecore, maiali e mele che crescevano in abbondanza nell'area. Dal momento che gli abitanti dell'arcipelago di Chiloé erano rimasti nascosti, gli olandesi incontrarono ben poche persone dopo aver lasciato Castro.
A luglio, la spedizione fece ritorno a Carelmapu dove 470 Huilliches si accordarono per unirsi agli olandesi nel loro cammino verso Valdivia. La spedizione trascorse i mesi tra maggio e metà agosto (inverno nell'emisfero meridionale) riposandosi, riorganizzandosi e riparando le navi e il proprio equipaggiamento, oltre a esplorare l'arcipelago. Il 7 agosto, Brouwer morì a Puerto Inglés. Maurizio di Nassau aveva predetto che questo avrebbe potuto succedere e aveva fornito alla spedizione una lettera sigillata da aprirsi solo in caso di morte del comandante. La lettera trasferiva il comando al tenente generale Elias Herckmans, il quale in precedenza era stato governatore di Paraíba.

### Gli inviati spagnoli in Perù
Nel frattempo, De Alvarado salpò con delle navi da Arauco per allertare gli spagnoli nell'entroterra cileno dell'arrivo degli olandesi sulla costa pacifica. Per evitare di essere intercettati dagli olandesi, gli emissari circumnavigarono l'isola di Chiloé da sud attraverso il Golfo del Corcovado. La nave era diretta dal capitano Domingo Lorenzo che aveva a bordo anche il missionario gesuita Domingo Lázaro ed il prigioniero olandese Joost Lambertsz che era stato catturato a Carelmapu. Il gruppo raggiunse Arauco alla fine di agosto in totale sicurezza. Una volta che le autorità spagnole nel Cile centrale seppero dell'arrivo della spedizione olandese, il capitano Alonso de Mujica y Buitrón venne inviato con padre Lázaro a Lima per portare la notizia al viceré del Perù.

### Valdivia
La spedizione olandese si diresse quindi a Valdivia il 21 agosto e raggiunse la sua destinazione tre giorni dopo. Herckmans giunse alla foce del fiume Valdivia nella baia di Corral il 24 agosto. Da qui gli olandesi ebbero delle difficoltà a risalire il corso del fiume sino al sito dove sorgeva la città di Valdivia per la mancanza di esperienza in questo compito. Al fiume Tornagaleones una nave si arenò su delle rocce metamorfiche e dovette essere smantellata. Le rovine di Valdivia vennero raggiunte dalle restanti due navi quattro giorni dopo, il 28 agosto. All'arrivo, gli olandesi trovarono dei Mapuche ad aspettarli. Le navi vennero circondate da un gruppo di canoe. Alcuni nativi assaltarono le navi e rubarono oggetti in ferro e persino un compasso di valore.
A Valdivia gli olandesi stabilirono un nuovo insediamento che Herckmans chiamò Brouwershaven in onore a Brouwer. Il 29 agosto gli olandesi incontrarono il cacicco locale dei Manquipillani e furono suoi ospiti. Nell'incontro gli olandesi tennero un lungo discorso dove evidenziavano la necessità di combattere con i nativi il nemico comune, la Spagna, portando anche doni. Alla fine venne stretta una relazione amichevole con i manquipillani. Un nuovo incontro solenne si ebbe il 3 settembre, sempre chiedendo assistenza, e questa volta la richiesta venne ufficialmente accolta. I Mapuche promisero aiuto agli olandesi nella costruzione di un forte, provvedendo il necessario alla nascente colonia. Il corpo imbalsamato di Brouwer venne sepolto a Valdivia il 16 settembre.
Una nave al comando del capitano Elbert Crispijnsen venne inviata nel Brasile olandese il 25 settembre per riportare la notizia che la colonia si era costituita e chiedere l'invio di rifornimenti. A Valdivia gli olandesi iniziarono la costruzione di un forte. Un problema tra i più importanti era però che gli olandesi non erano riusciti a trovare le miniere d'oro che si erano prefissati di conquistare. I Mapuche a quel punto iniziarono a rendersi conto che l'intento degli olandesi non doveva tanto essere quello di aiutarli a liberarsi degli spagnoli, quanto piuttosto quello di lucrare sulle loro risorse e pertanto fermarono l'invio di viveri alla colonia. Il capo Mapuche, Juan Manqueante, da Mariquina, che era in termini amichevoli con gli olandesi, si rifiutò di consentire loro l'accesso alle miniere d'oro di Madre de Dios che si trovavano nelle loro mani. Manqueante disse agli olandesi delle esperienze negative avute in tal senso con gli spagnoli. Tra le altre motivazioni che portarono a questo raffreddamento dei rapporti vi furono le lamentele da parte dei Mapuche locali che per anni avevano vissuto in pace e ora si trovavano coinvolti in una guerra che avrebbe finito per massacrare loro ed arricchire gli europei, oltre al fatto che i Mapuche locali non facevano particolari differenze tra olandesi e spagnoli. I Mapuche giustificarono il loro atteggiamento dicendo di non avere sufficiente cibo per sfamare la loro popolazione e quindi di non poterne provvedere agli olandesi. Gli olandesi rimasero demoralizzati dalla notizia. Alcuni olandesi si ammutinarono e lasciarono il campo accampandosi di notte nella foresta con l'intento di arrendersi infine agli spagnoli presso Concepción.
L'interprete spagnolo Antonio Sánchez Jinés avvisò gli olandesi di cambiare attitudine, ma i capi olandesi finsero di non cogliere questo consiglio. Sánchez Jinés temeva per la sua vita e disse agli olandesi che i Mapuche volevano ucciderlo, incolpandolo di aver rivelato agli olandesi la posizione delle miniere d'oro e di averli guidati a Valdivia.
I Mapuche dissero agli olandesi che una forza spagnola stava piombando su di loro dalla vicina città di La Imperial. Scoperto che l'informazione era falsa ma si trattava in realtà di un agguato, Herckmans convocò un consiglio di guerra coi suoi ufficiali il 15 ottobre. Il consiglio prese la decisione di ritirarsi verso l'Isola Constantino, abbandonando perciò Valdivia. Il giorno successivo, 16 ottobre, quattro disertori vennero arrestati e due di loro vennero passati per le armi. Il 26 ottobre altri disertori vennero giudicati e giustiziati.
Già prima di lasciare Valdivia gli olandesi avevano richiesto un incontro con i Mapuche, occasione nella quale Herckmans li avvisò che il loro comportamento non era passato inosservato ai suoi occhi. Ad ogni modo, seguendo la politica adottata fino a quel momento, gli olandesi concessero ai locali alcune delle loro armi giudicate antiquate e una cotta di maglia con un morione in cambio di ulteriori provviste, conservando la speranza che queste armi potessero essere utilizzate comunque contro gli spagnoli.
Juan Manqueante cedette agli olandesi affamati delle mucche. Questi rifornimenti ad ogni modo furono solo temporanei in quanto Manqueante probabilmente aveva capito che i doni degli olandesi, per quanto tali, erano comunque sintomo del fatto che gli europei non si fidavano completamente di loro. Prima di andarsene, Manqueante venne contattato da Herckmans per fargli sapere che gli olandesi sarebbero ritornati sul sito con 1000 schiavi africani che si sarebbero presi cura delle miniere e dell'agricoltura così da liberare i popoli indigeni dal lavoro forzato. Questa promessa, ad ogni modo, non venne mai portata a compimento.

### Il ritorno in Brasile
La spedizione olandese abbandonò infine il Cile il 28 ottobre e raggiunse Recife il 28 dicembre, tre settimane dopo l'arriv di Crispijnsen. In Brasile i rinforzi e gli approvvigionamenti richiesti pe Crispijnsen erano già pronti per salpare alla volta di Valdivia e Giovanni Maurizio di Nassau non fu contento di sapere che la colonia era stata abbandonata. Del fallimento della spedizione venne accusato Herckmans che morì poco dopo. L'insurrezione di Pernambuco che scoppiò nel Brasile olandese nel 1645 riprendendo il controllo di gran parte del territorio olandese da parte dei portoghesi, pose ulteriore pressione sui locali capi olandesi.

## La risposta spagnola

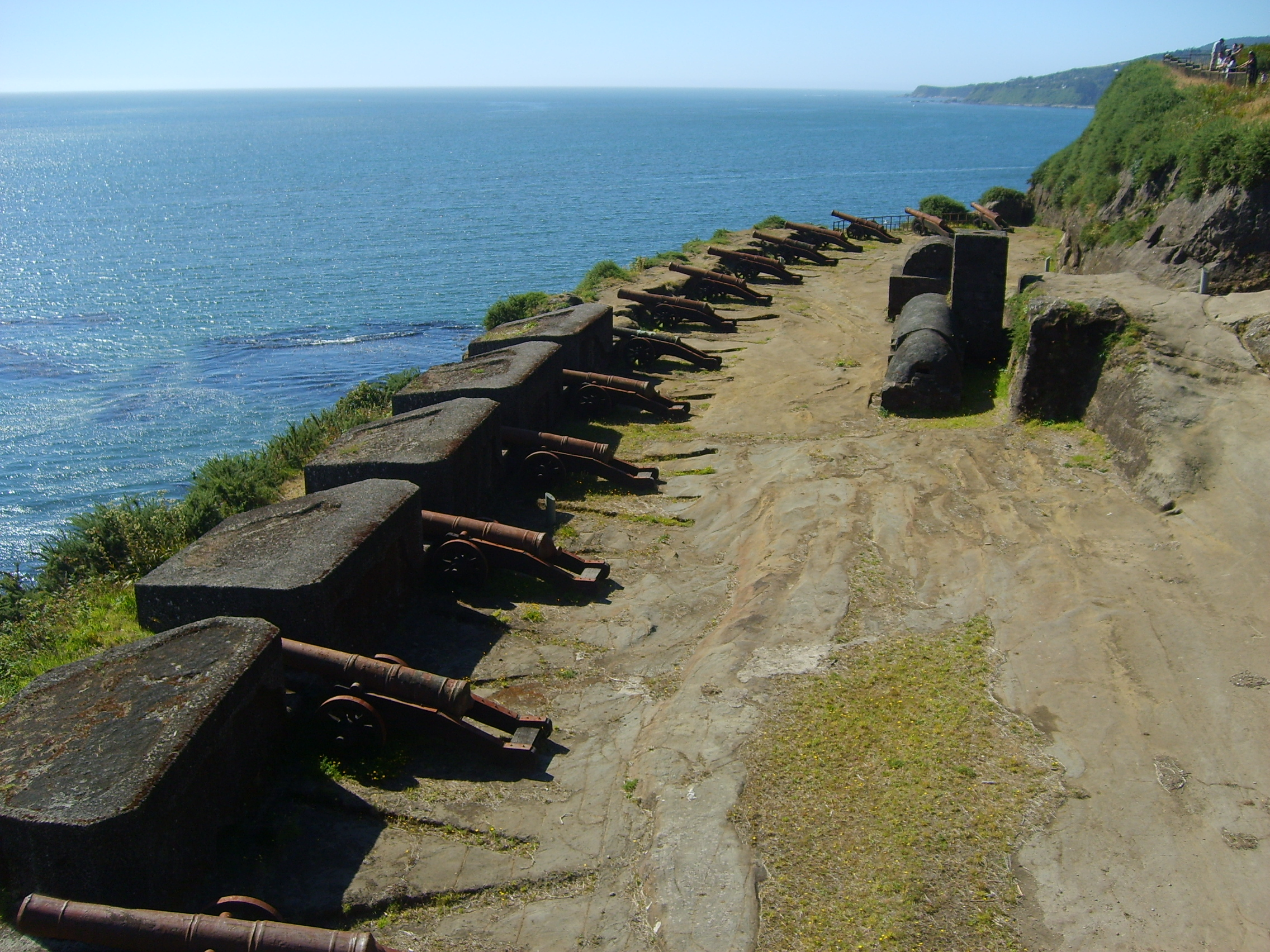
Veduta del Forte di Niebla, uno dei molti forti costruiti dagli spagnoli attorno alla baia di Corral dopo l'occupazione olandese di Valdivia.

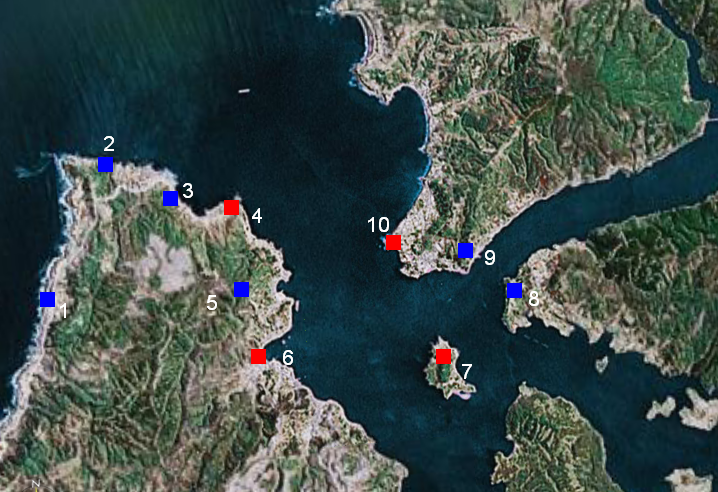
Immagine satellitare della baia di Corral, che mostra i luoghi di posizionamento delle difese costiere spagnole. I quattro forti principali sono indicati in rosso.

Francisco López de Zúñiga, governatore del Cile, mandò una lettera a Juan de Acevedo per ottenere informazioni su Valdivia il 30 aprile 1644. De Acevedo raggiunse la baia di Corral a maggio annunciando che gli olandesi non erano stati trovati sul sito indicato.
Avendo udito da Juan Manqueante che gli olandesi avevano pianificato il loro ritorno, Pedro de Toledo pensò ad un'occupazione di Valdivia in concomitanza all'avanzata spagnola proveniente dal resto del Cile e dal Perù. De Toledo ordinò ai suoi 2000 uomini di marciare dal Cile centrale e di rifondare Valdivia e fortificarla. Queste truppe penetrarono nel territorio dei Mapuche seguendo la linea costiera e raggiunsero il fiume Toltén il 9 febbraio 1645. Da cinquant'anni gli spagnoli mancavano da questi luoghi. A questo punto l'armata ebbe degli scontri con i Mapuche. L'uccisione di alcuni ausiliari assieme ad altri fattori, fecero sì che López de Zúñiga propendesse per ritirarsi a nord.
L'arrivo della spedizione navale di De Toledo portò altre venti navi e 1000 uomini da Callao in Perù. La flotta, che ottenne altre due navi in Cile, era senza precedenti nella regione e stupì molti osservatori contemporanei. Questa giunse a Valdivia nel febbraio del 1645 senza incidenti e sbarcò i soldati coi loro equipaggiamenti e rifornimenti. Gli spagnoli dissotterrarono il corpo di Brouwer e lo dissacrarono per spregio.
I soldati della nuova guarnigione e gli artigiani inviati sul posto iniziarono la costruzione di un nuovo sistema di fortificazioni difensive. Queste diverranno il sistema di fortificazioni di Valdivia, uno dei più importanti complessi difensivi della costa pacifica del Sudamerica, divenendo però molto oneroso da mantenere per le finanze coloniali degli spagnoli, per quanto necessario a difendere l'accesso meridionale al Perù e quindi al Messico che costituiva una delle principali fonti di ricchezze della Corona spagnola nelle Americhe. Gli investimenti nelle difese costiere vennero messi per la prima volta alla prova nel 1670 quando un'armata inglese comandata da John Narborough giunse nella baia, minacciando di lanciare un assalto alla città. Narborough, ad ogni modo, se ne andò velocemente come era arrivato, senza colpo ferire.
Manqueante si dice sia rimasto alleato poi con gli spagnoli dalla partenza degli olandesi nel 1643 sino alla rivolta mapuche del 1655.